# Something's Got to Give
Something's Got to Give (Alguien tiene que ceder, en España) es una película de 1962 dirigida por George Cukor y protagonizada por Dean Martin y Marilyn Monroe, en su último papel. El filme, que sería un remake de Mi mujer favorita (1940), quedó inacabada tras el fallecimiento de la actriz.

## Argumento
Nicholas «Nick» Arden (Dean Martin) se ha vuelto a casar luego de que su esposa Ellen (Marilyn Monroe) desapareciera en una tormenta mientras disfrutaba en un regata en medio del Pacífico Sur, cinco años atrás. Sin embargo, ésta es rescatada por un submarino de la marina estadounidense, llegando a su hogar y rencontrándose con sus dos hijos, Lita y Timmy, enterándose por medio de estos que todos la creen muerta y que su esposo ha encontrado una nueva pareja, Bianca Russel (Cyd Charisse).  
Apenas llegando de su luna de miel, Nick se sorprende de ver a la que creía su «difunta» mujer, quien finge ser otra persona para no causar todo un revuelo y afectar tanto a Bianca como a sus hijos, quienes no la reconocen. En medio de todo esto, llega un hombre de la Compañía de Seguros (Phil Silvers), quien le dice a Nick sobre el «posible» rescate de su mujer y también de otro hombre, Stephen Burkett (Tom Tryon), quien pasó los cinco años con ella en una isla desierta. Nick le reclama a Ellen por el supuesto affaire que pudo haber tenido, mientras que ella también le reclama por no contarle a su nueva pareja sobre su regreso. Es entonces cuando, para calmar las sospechas de su esposo, Ellen encuentra a un vendedor de zapatos (Wally Cox) para hacerse pasar por el hombre que estuvo con ella en la isla, aparentando que no ocurrió nada mientras estuvieron varados todo ese tiempo. 

## Problemas en el rodaje y suspensión
En 1962, Monroe regresó a la actuación, luego de un año sin trabajar debido a sus continuos problemas de salud y hospitalizaciones. Fue convocada por la 20th Century Fox para protagonizar, junto a Dean Martin, esta película, confiando en que este proyecto sanearía la economía del estudio, que amenazaba con quebrar debido a los desmesurados gastos que le generó la superproducción Cleopatra.
Desde el comienzo del rodaje, las repentinas ausencias de la actriz generaron retrasos e inconvenientes. El 19 de mayo de ese año tuvo lugar, en Nueva York, la gala por el cumpleaños del entonces presidente estadounidense John F. Kennedy, en la que Monroe le cantó el Happy Birthday, Mr. President. Para acudir a esta gala, previamente la actriz había pedido un permiso que se le había concedido en primera instancia. Sin embargo, a pesar de que aquella autorización se le había sido revocada a consecuencia del atraso que presentaba el rodaje, fue de todos modos al evento, aunque el estudio le exigió que se quedara para cumplir con su trabajo.
Posteriormente, Monroe retornó al rodaje y filmó las escenas en las que se mostró desnuda en una piscina. Estas imágenes aparecieron en la portada de la revista Life, tras lo cual comentó que quería «...sacar a Elizabeth Taylor de las portadas de las revistas». Sin embargo, los problemas persistieron, y el estudio decidió despedir a la actriz. Sólo la firme negativa de Martin a completar la película con otra actriz, junto con la presión mediática de Monroe, lograron que Marilyn fuera readmitida en el proyecto.
Finalmente, el 4 de agosto de 1962, la actriz fue encontrada muerta en su domicilio, a causa de un «probable suicidio» por una sobredosis de barbitúricos. La producción fue finalmente suspendida, y al año siguiente se rodaría una nueva versión dirigida por Michael Gordon y protagonizada por Doris Day y James Garner, que se tituló Apártate, cariño (Move Over, Darling).

## Documental en 1990
Salvo unas pocas escenas, el material rodado por Marilyn permaneció almacenado hasta 1989, cuando fue recuperado, remasterizado y dado a conocer al año siguiente en el reportaje de una hora de duración Marilyn: Something's Got to Give.

## Otros créditos
- Productora: Twentieth Century-Fox.
- Color: DeLuxe
- Dirección artística: Gene Allen
- Montaje: Tori Rodman
- Diseño de vestuario: Jean Louis
- Maquillaje: Sydney Guilaroff (peluquería)